# Скучаловка
Скучаловка — деревня в Пронском районе Рязанской области. Входит в Погореловское сельское поселение

## География
Находится в юго-западной части Рязанской области на расстоянии приблизительно 4 км на восток-северо-восток по прямой от районного центра города Пронск.

## История
В 1897 году здесь было учтено 17 дворов.

## Население
Численность населения: 128 человек (1897 год), 48 в 2002 году (русские 96 %), 27 в 2010 году.